# チャールズ・マッケイ

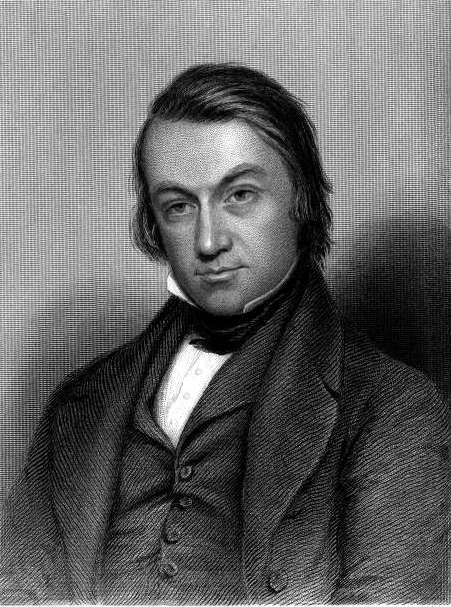
チャールズ・マッケイ

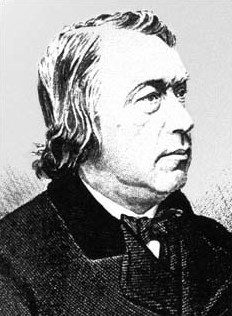
チャールズ・マッケイ

チャールズ・マッケイ（Charles Mackay、1814年3月27日 - 1889年12月24日）は、スコットランド出身の詩人、ジャーナリスト、作家、アンソロジスト（文集編纂者）、小説家、ソングライター。著書『Extraordinary Popular Delusions and the Madness of Crowds』（表題は「とてつもない民衆の妄想と群衆の狂気」といった意味：日本語訳書の表題は『狂気とバブル―なぜ人は集団になると愚行に走るのか』）の作者として、最もよく知られている。

## 生涯
チャールズ・マッケイはスコットランドのパースに生まれた。父は海軍士官や陸軍兵士などを務めており、母はチャールズの生後間もなく他界していた。チャールズは、スコットランド人の孤児たちを寄宿させて教育を与える施設であったロンドンのカレドニアン校 (the Caledonian Asylum) に学び、ブリュッセルの学校にも行ったが、少年期の大部分をフランスで過ごした。1834年にロンドンに戻ると、ジャーナリズムの世界に身を投じ、1835年から1844年にかけて『モーニング・クロニクル (Morning Chronicle)』紙で働き、次いで『グラスゴー・アーガス (Glasgow Argus)』紙の編集者になった。1848年に『イラストレイテド・ロンドン・ニュース』に移り、1852年にはその編集者となった。
マッケイは、『歌と詩 (Songs and Poems)』（1834年）、『ロンドンの歴史 (History of London)』、『とてつもない民衆の妄想と群衆の狂気 (Extraordinary Popular Delusions and the Madness of Crowds)』（1841年）などを著し、『ロングビアード (Longbeard)』という騎士道物語も発表した。さらに『西ヨーロッパ諸言語におけるゲール語の語源 (Gaelic Etymology Of The Languages Of Western Europe)』や、後年の『スコットランド低地語辞典 (Dictionary of Lowland Scotch)』では、彼独自の「面白い推測」によって「何千もの英語（イングランド語）の単語がスコットランド・ゲール語に由来するものである」という説が唱えられている。言語学者のアナトリー・リバーマン (Anatoly Liberman)は、マッケイを「語源のモノマニアック」と評し、「彼は同時代の人々には厳しく批判され、生涯まともに読み解かれることはなかった」と述べている。マッケイの名声は、もっぱら彼が生み出した歌によって支えられており、「Cheer, Boys, Cheer」など彼の作品の一部は、1846年に音楽家ヘンリー・ラッセル (Henry Russell) によって曲が付けられ、その後驚くほど普及することになった。
マッケイは、「敵なんていないと君は言うのか? (You have no enemies, you say?)」という当時よく広まった詩を書いた。マッケイはチャーティスト詩人と評された。
You have no enemies, you say?

Alas, my friend, the boast is poor,

For those who have mingled in the fray

Of duty, that the brave endure,

Must have made foes.

If you have none,

Small is the work that you have done.

You’ve hit no traitor on the hip, 

You’ve dashed no cup from perjured lip,

You’ve never set the wrong to right.

You’ve been a coward in the fight.
マッケイは、1850年代に北アメリカを訪問し、その見聞録を『アメリカにおける生活と自由：1857年から1858年の合衆国およびカナダへの旅の素描 (Life and Liberty in America: or Sketches of a Tour of the United States and Canada in 1857-58)』（1859年）として公刊した。南北戦争中には、『タイムズ』紙の特派員としてアメリカへ渡り、その際の取材活動の中でフェニアン団 (Fenian Brotherhood) の陰謀を察知し、これを暴露した。
マッケイは、1846年にグラスゴー大学から法学博士 (LL.D.)を取得している。また、パーシー協会 (Percy Society) の会員であった。マッケイはロンドンで死去した。小説家のマリー・コレリ (Marie Corelli) は、マッケイと召使いの女性との間にできた娘である。